# Xi en He
Xi en He (ook wel: Hsi en Ho) waren volgens de Chinese historische traditie twee astronomen. De overgeleverde traditie valt uiteen in twee (chronologisch gescheiden) overleveringen die vaak worden gebruikt als bewijs voor de hoge ouderdom die de Chinese astronomie zou hebben:
- Xi en He waren in dienst van keizer Yao, een van de Vijf Oerkeizers. Zij kregen opdracht de bewegingen van de hemellichamen te berekenen en ze op hun weg te volgen.
- Xi en He waren in dienst van Zhong Kang van de Xia-dynastie. Hij gaf bevel hen ter dood te brengen toen zij een zonsverduistering niet op tijd wisten te voorspellen.

Volgens de Franse sinoloog Henri Maspero (1882-1945) vormden Xi en He oorspronkelijk de zonnegodin Xihe, die in een later 'rationaliseringsproces' (omgekeerd euhemerisme) werd teruggebracht tot twee personages.

## Eerste traditie

### Overlevering

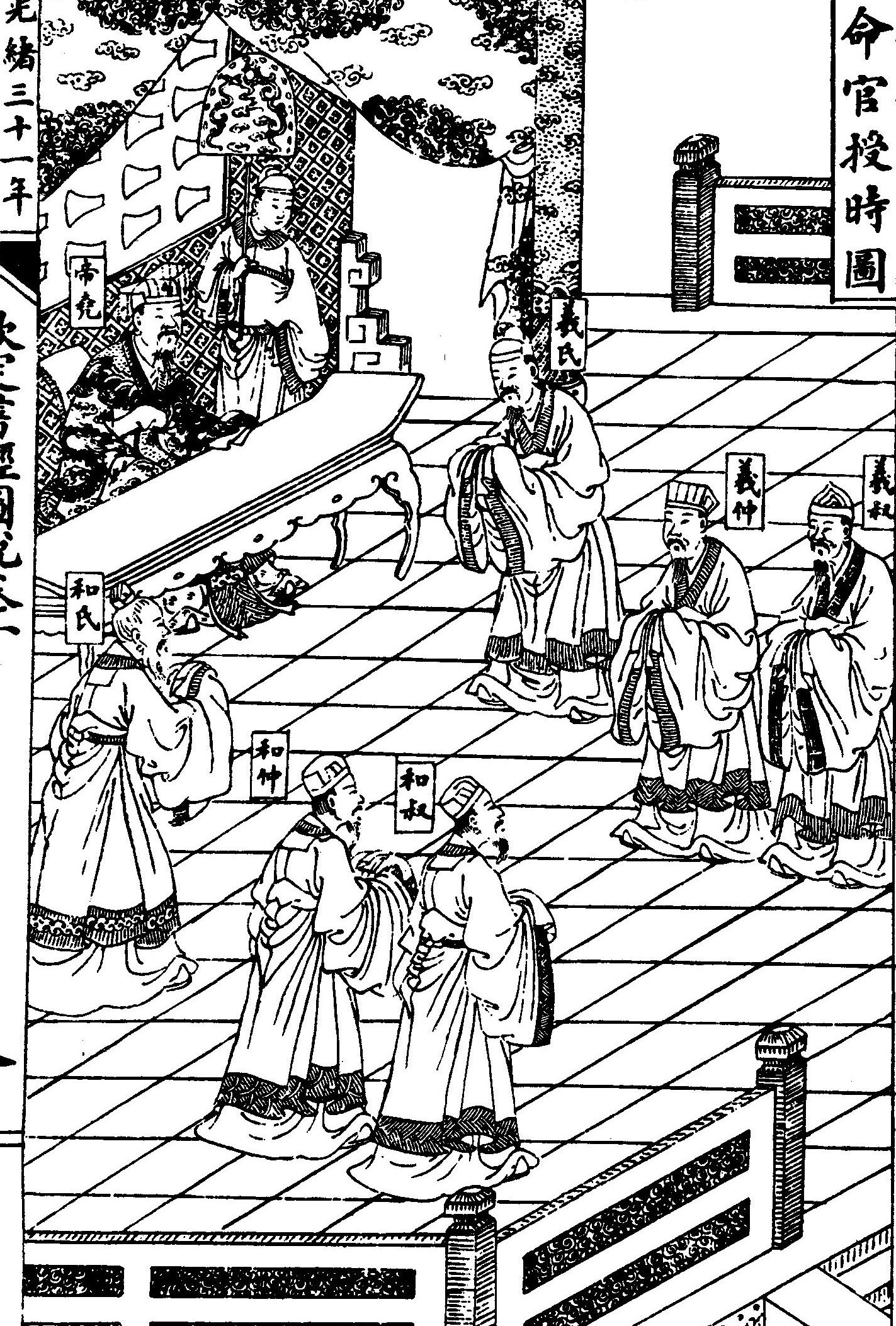
De jongere broers van Xi en van He krijgen van keizer Yao opdracht om de kalender te regelen en de hemellichamen eer te bewijzen. Op deze afbeelding uit 1725 staan de Xi's rechtsboven en zijn de He's linksonder weergegeven.

Volgens de 'canon van Yao' (Yaodian, 堯典), het eerste hoofdstuk van het Boek der Documenten gaf keizer Yao, een van de Vijf Oerkeizers, opdracht aan de jongere broers van zijn hofastronomen Xi en He om de hemellichamen met gepaste eerbied te ontvangen en te begeleiden. Tevens moesten zij de bewegingen van de zon, de maan, de sterren en de chen (辰, hemellichamen, celestial markers) berekenen. Zo kon het precieze begin van de seizoenen aan de boeren bekend worden gemaakt:
- De 'middelste broer Xi' (Xizhong, 羲仲) moest zich vestigen in 'de door de opgaande zon beschenen vallei' (Yanggu, 暘谷) bij het (oostelijke) volk van de 'Yuyi' (郁夷). Hij moest met respect de opgaande zon als gast ontvangen om zo in de lente toezicht te houden op de landbouw. Verder diende hij te bepalen wanneer het sterrenbeeld Niao (鳥) boven de horizon verscheen. Dat was het midden van het seizoen van de lente, de dag had op dat moment zijn gemiddelde lengte. Dat wil zeggen dat de dag net zo lang was als de nacht.
- De 'jongste broer Xi' (Xi Shu, 羲叔) moest in 'het zuidelijk randgebied' (Nanjiao, 南交) tijdens de zomer toezicht houden op de landbouw en respect tonen aan de zomer-zonnewende. Verder diende hij te bepalen wanneer het sterrenbeeld Huo (火, vuur) boven de horizon verscheen. Dat was het midden van het seizoen van de zomer, de dag had op dat moment zijn grootste lengte.
- De 'middelste broer He' (He Zhong, 和仲) moest in de 'vallei van de zonsondergang' (Meigu, 昧谷) in het 'westelijk gebied' (Xitu, 西土) tijdens de herfst toezicht houden op de oogst en met respect afscheid nemen van de ondergaande zon. Verder diende hij te bepalen wanneer het sterrenbeeld Xu (虛) boven de horizon verscheen. Dat was het midden van het seizoen van de herfst, de nacht had op dat moment zijn gemiddelde lengte. Dat wil zeggen dat de nacht net zo lang was als de dag.
- De 'jongste broer He' (He Shu, 和叔) moest in het noordelijk gelegen 'donkere hoofdkwartier' (Youdu, 幽都) tijdens de winter toezicht te houden op de werken in het noorden (opslag van de landbouwproducten?). Verder diende hij te bepalen wanneer het sterrenbeeld Mao (昴, de Pleiaden) boven de horizon verscheen. Dat was het midden van het seizoen van de winter, de nacht had op dat moment zijn grootste lengte.

### Interpretaties
Deze traditie bestaat in feite uit twee onderdelen, de opdracht van de keizer aan de vier jongere broers van de beide astronomen Xi en He en het vaststellen van een kalender, waarbij een verband werd gelegd tussen sterrenbeelden en seizoenen.

#### Opdracht aan de vier broers van de beide hofastronomen
Volgens de Franse sinoloog Henri Maspero (1882-1945) was Xihe de naam van een zonnegodin. Toen in de Han-tijd de Shujing werd samengesteld werd de godheid Xihe gerationaliseerd. De goddelijke status werd teruggebracht tot die van twee ambtenaren (Xi en He), die in dienst waren van een naar het verleden toe geprojecteerd keizerrijk. Die Xi en He waren volgens de Shujing in dienst van Yao, een van de oerkeizers en waren volgens Maspero in feite cultuurhelden. Zij hebben de mensen immers de basisprincipes van de astronomie bijgebracht, zodat de loop van zon, maan, sterren en planeten kon worden berekend en de juiste data van de kalender konden worden vastgesteld.
Volgens Joseph Needham (1900-1995) ging het eerste onderdeel over vier magiërs die van een mythische keizer opdracht kregen om naar de vier uiteinden van de wereld te gaan. Tijdens de zonnewende van de zomer en van de winter moesten zij ervoor zorgen dat de zon haar weg niet verder vervolgde, maar weer begon terug te keren. Zo werd verhinderd dat zowel de zomer als de winter oneindig door konden gaan. Tijdens de nachtevening (equinox) van de lente en van de herfst moesten zij ervoor zorgen dat de beweging van de zon doorging en juist niet stopte. Needham schat deze overlevering uit de 8e of 7e eeuw v.Chr.

#### Relatie tussen sterrenbeelden en seizoenen
Bij het vaststellen van de seizoenen (de tweede taak die Yao de broers van de astronomen oplegde) werd een relatie gelegd tussen de hoogste stand (meridian passage) van bepaalde sterrenbeelden en de seizoenen. Door gebruik te maken van de precessie van de nachteveningspunten (dat wil zeggen de verplaatsing op de ecliptica), kan de positie van die sterrenbeelden ten opzichte van het lente- en herfstpunt en ten opzichte van de langste en de kortste dag worden berekend. Een groot aantal wetenschappers heeft geprobeerd op basis van de genoemde sterrenbeelden zo de ouderdom van de tekst vast te stellen. In de tekst staan echter geen exacte uuraanduidingen. De meeste onderzoekers gingen uit van zes uur 's avonds en kwamen zo uit op een datum in het derde millennium v.Chr. Zo kwam bijvoorbeeld Édouard Biot (1803-1850) uit op 2357 v.Chr. Volgens de Japanse historicus Hashimoto Masukichi (橋本增吉, 1880-1956), die uitging van zeven uur 's avonds, was de tekst echter afkomstig uit de 8e eeuw v.Chr. Maspero sloot zich hierbij aan.

## Tweede traditie

### Overlevering
Volgens de Shiji vond er een zonsverduistering plaats in het vijfde jaar van de regering van Zhong Kang, gedurende de herfst, tijdens de negende maan op de dag gengzi (庚子, de 37e dag van de 60-dagen cyclus). Het was de taak van de hofastronoom om voortdurend de juistheid van de kalender te controleren. Daartoe hoorde ook het correct voorspellen van zons- en maansverduisteringen. Omdat volgens de overlevering de beide hofastronomen Xi en He voortdurend dronken waren en zich aan alle mogelijke uitspattingen schuldig maakten, hadden zij verzuimd deze verduistering te voorspellen, waardoor 'de zon en de maan niet meer vreedzaam naast elkaar in de hemel leefden'. Xi en He waren als ambtenaren hun plichten niet nagekomen en verdienden daarom straf. Zhong Kang stuurde een van zijn leenheren, de 'markies' (hou, 侯) van Yin met een leger op hen af om ze ter dood (jiān, 殲) te brengen. De toespraak die de markies van Yin bij het begin van de expeditie tot zijn troepen zou hebben gehouden is te vinden in hoofdstuk negen, 'de strafexpeditie van Yin' (Yinzheng, 胤征) van het Boek der documenten.

### Interpretaties
Vanwege de precieze datering in de Shiji is er over deze gebeurtenis veel geschreven. Men kan die geschriften indelen in twee groepen, een categorie die ervan uitging dat de gebeurtenis daadwerkelijk heeft plaatsgevonden en een groep die dat niet doet.

#### De gebeurtenis heeft werkelijk plaatsgevonden
Geschriften die uitgingen van deze vooronderstelling deden dit vanuit drie invalshoeken:
- De precieze aanduiding van de datum in de Shiji bood een mogelijkheid een datum uit de traditionele Chinese bronnen te koppelen aan een absolute chronologie. Er zijn veel datums berekend, waaronder 22 oktober 2137, 13 oktober 2128 en 23 oktober 2110 v.Chr. Geen enkele uitkomst is echter algemeen geaccepteerd.
- De overlevering vormde een bewijs dat men in China al zeer vroeg kennis had van astronomie. Vanwege de landbouw diende de kalender in de pas te lopen met het werkelijke verloop van de seizoenen. Omdat de kalender zowel op de zon als op de maan was gebaseerd, waren ingewikkelde berekeningen nodig om beide systemen in elkaar te passen. Deze overlevering toonde volgens deze geschriften aan dat men daartoe in China reeds zeer vroeg in staat was.
- De beide hofastronomen Xi en He werden beschouwd als reële historische figuren. Het ging om afstammelingen van de Xi en He die in dienst waren van Yao, een van de oerkeizers. Zij kregen een politieke rol toebedeeld. Net als hun voorouders, waren deze Xi en He behalve astronoom ook clanleider, waardoor zij over een aanzienlijke militaire macht beschikten. Het niet tijdig voorspellen van de verduistering was slechts een voorwendsel om hen van hun politieke macht te beroven door hen militair uit te schakelen.

#### Echo van een oude mythe
Volgens Henri Maspero ging het hier om dezelfde zonnegodin Xihe als bij de Xi en He die in dienst waren van keizer Yao en waarvan de goddelijke status was teruggebracht tot die van twee ambtenaren.
Volgens Joseph Needham dienden de vier magiërs niet alleen te verhinderen dat de zomer of de winter oneindig doorgingen, maar moesten zij ook zonsverduisteringen zien te voorkomen. Dit was dus meer dan alleen juist te voorspellen. De beschrijving van de strafexpeditie was volgens hem een herinnering aan een oud ritueel waarin als waarschuwing bedreigingen werden geuit aan vier mythische magiërs in de vier uithoeken van de wereld als die hun verplichtingen niet zouden nakomen.